# Juan Edmundo Vecchi
Juan Edmundo Vecchi (ur. 23 czerwca 1931 w Viedmie, zm. 23 listopada 2002 w Rzymie) – argentyński ksiądz salezjanin, ósmy generał zakonu salezjanów